# Congo aux Jeux olympiques d'été de 2004
La république du Congo a envoyé des athlètes aux Jeux olympiques d'été de 2004 à Athènes en Grèce. Ils n'ont remporté aucune médaille.

## Résultats

### Athlétisme
400 mètres hommes :
- Lezin Christian Elongo Ngoyikonda : 1er tour : Non partant

200 mètres femmes :
- Michelle Banga Moudzoula : 1er tour : 24 s 37

### Escrime
Sabre individuel hommes :
- Sorel-Arthur Kembe : battu en 32e de finale

### Judo
+ de 78 kg femmes :
- Tatiana Martine Bvegadzi : Battu en 8e de finale ; repêchage 16e de finale

### Natation
50 mètres nage libre hommes :
- Rony Bakale : 1er tour : 25.07 s (61e place, éliminé)

50 mètres nage libre femmes
- Monika Bakale : 1er tour : 31.61 s (68e place, éliminé)

## Officiels
- Président : Raymond Ibata
- Secrétaire général : Placide Kodia